# Jean-Louis Kuffer

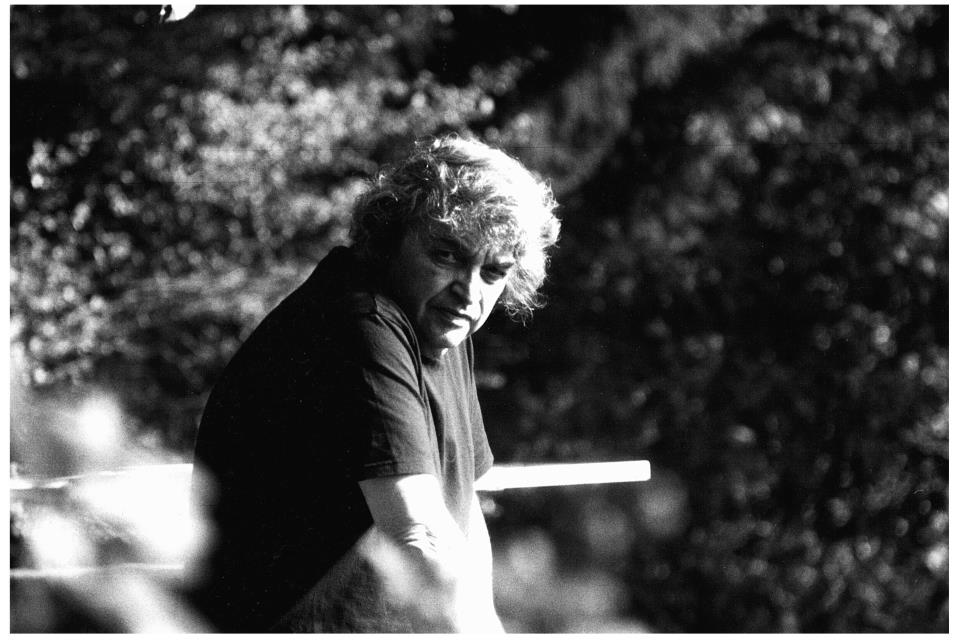
Jean-Louis Kuffer (2021)

Jean-Louis Kuffer (* 14. Juni 1947 in Lausanne) ist ein französischsprachiger Schweizer Journalist, Schriftsteller und Literaturkritiker.

## Leben
Jean-Louis Kuffer studierte Französische Literatur und Soziologie an der Universität Lausanne und an der Universität Genf. Parallel dazu begann er 1969, Artikel und Literaturkritiken für diverse Zeitungen zu verfassen. Ab 1970 arbeitete er für den Verlag Éditions L’Âge d’Homme, wo 1973 auch sein erstes Buch erschien.
Von 1983 bis 1989 war er Kulturredaktor für Le Matin, dann bis 2012 Redaktor des Literaturteils von 24 heures. 1992 war er Mitgründer der Literaturzeitschrift Le Passe-Muraille. Seit 2005 betreibt er seinen eigenen Literaturblog Carnets de JLK.

## Auszeichnungen
- 1984: Einzelwerkpreis der Schweizerischen Schillerstiftung für Le Pain de coucou
- 1996: Prix Edouard Rod für Par les temps qui courent
- 2001: Prix Bibliomedia für L’Ambassade du papillon
- 2005: Prix Paul Budry
- 2006: Literaturpreis des Kantons Waadt

## Werke
- Ô terrible, terrible jeunesse! Cœur vide!, 1973
- Le Pain de coucou, 1983
- Richard Aeschlimann, dédale de l’angoisse, 1985
- Personne déplacée. Entretiens avec Vladimir Dimitrijevic, 1986
- Le Cœur vert. Roman, 1993
- Par les temps qui courent. Erzählung, 1996
- La Passion de transmettre. Entretiens avec Alfred Berchtold, 1997
- Le Viol de l’Ange. Roman, 1997
- Le Paladin des lettres. Entretiens avec Pierre-Olivier Walzer, 1999
- Le Sablier des étoiles. Fugues helvètes, 1999
- L’Ambassade du papillon. Lectures du monde, carnets 1993–1999, 2000
- Le Maître des couleurs et autres nouvelles, 2001
- Les Passions partagées. Lectures du monde, carnets 1973–1992, 2004
- Les Bonnes dames. Erzählung, 2006
- Impressions d’un lecteur à Lausanne, 2007
- Riches Heures. Lectures du monde, carnets 2005–2008, 2009
- L’Enfant prodigue, Genève, 2011
- Chemins de traverse. Lectures du monde, carnets 2000–2005, 2012
- L’Échappée Libre. Lectures du monde, carnets 2008–2013, 2014
- La Fée Valse. Proses poétiques, 2017
- La maison dans l’arbre. Poèmes irréguliers 1966–2018, 2018
- Les jardins suspendus. Lectures et rencontres 1968–2018, 2018
- Nous sommes tous des zombies sympas, 2019